# Люби ближнього твого (роман)
«Люби ближнього твого» (нім. Liebe Deinen Nächsten) — роман німецького письменника Еріха Марії Ремарка. Над цим твором Ремарк почав працювати в 1938 році. Закінчений 1939-го роман почав друкуватися в журналі Collier's під назвою Flotsam. У 1941 році вийшла екранізація So Ends Our Night, і відразу після цього, окреме видання.

## Сюжет
У романі описується важкий час після Першої світової війни в Європі, коли до влади в Німеччині прийшла НСРПН. Дуже глибоко й реалістично показано трагедію єврейського населення Німеччини — їх вважають третім сортом, звільняють з роботи, позбавляють прав, конфіскують документи та висилають за кордон. Система доносів і провокації для особистої вигоди вщент знищує справедливість. Великі армії емігрантів змушені залишити батьківщину та шукати порятунку за кордоном. Різко збільшується приплив емігрантів у країни Європи, що веде до посилення заходів боротьби з нелегальним населенням. Люди змушені поневірятись з однієї країни в іншу, ховаючись від поліції. Отримати дозвіл на проживання — зазвичай неможливе завдання, але ще тяжче отримати дозвіл на працю. На фоні загального божевілля системи, що тріщить по швах, автор показує важкі долі людей того часу, які не загубили здатності любити життя.

## Зв'язок з іншими роботами
Книга входить до так званої «емігрантської трилогії» Ремарка, до якої входять «Люби ближнього твого» (1939), «Тріумфальна арка» (1945) та «Ніч у Лісабоні» (1962)." Подібно до Ремаркових романів «Тріумфальна арка» та «Ніч у Лісабоні», сюжет «Люби ближнього твого» обертається навколо життя людей без громадянства.

## Переклади українською
Хронологічний список українських перекладів творів Еріха Марії Ремарка.
- Еріх Марія Ремарк. Люби ближнього твого. Переклад з німецької: Юрій Лісняк. Київ: журнал «Всесвіт» № 8 (стор. 83–121), № 9 (? стор.), № 10 (стор. 33–99) за 1966 рік[4]
- Еріх Марія Ремарк. Час жити і час помирати. Люби ближнього твого. Тіні в раю. Переклад з німецької: Юрій Петренко, Юрій Лісняк, Юлія Микитюк. Харків: КСД, 2015. 960 с. ISBN 978-966-14-9125-9 (2-ге видання у 2016)
  - «Час жити і час помирати». Переклад з німецької: Юрій Петренко
  - «Люби ближнього твого». Переклад з німецької: Юрій Лісняк
  - «Тіні в раю». Переклад з німецької: Юлія Микитюк